# Dorte Hammershøi
Dorte Hammershøi er en dansk professor i lyd og hørelse ved Aalborg Universitet.

## Uddannelse
Dorte Hammershøi er civilingeniør i elektronisk systemkonstruktion med specialisering i medicoteknik (medicinsk teknologi) fra Aalborg Universitet i 1989. I 1995 fik hun en ph.d. i akustik, ligeledes ved Aalborg Universitet.

## Karriere
Dorte Hammershøi har siden 1990 været ansat ved Aalborg Universitet. I 1995 blev hun ansat som adjunkt, i 1999 som lektor, og i 2008 som professor.
Dorte Hammershøis primære forskningsområder indenfor det akustiske felt er den menneskelige lydopfattelse med særlig reference til anvendelser indenfor elektroakustik (omsætning af elektriske signaler til akustiske og vice versa), inkl. audiometri (bestemmelse af høreevne), otoakustisk emission (måling af svage lyde, der dannes i det indre øre), høreskader, 3D lyd og hørelse samt måling af støjpåvirkning fra kilder nær øret. Inden for disse områder er hendes videnskabelige arbejder citeret mere end 2.000 gange.
Hammershøi har modtaget adskillige forskningsbevillinger, herunder tre i samarbejde med europæiske partnere, hvoraf et afsluttedes i 2014. Dorte Hammershøi er i øjeblikket (2016-2021) projektleder for et større nationalt samarbejde vedr. bedre hørerehabilitering.
Dorte Hammershøi bestrider og har bestridt en lang række tillidshverv :
- Bestyrelsesmedlem af den Internationale Kommission for Akustik (2012- )
- Nævnet for Videnskabelig Uredelighed (indtil 2021)[6]
- Det teknisk-videnskabelige Forskningsråd og Forskningsrådet for Teknologi og Produktion (2000-2006)
- Dansk Center for Scientific Computing (2007-2012)
- Medlem af den tekniske komite for telekommunikation og informationsforskning under EU COST (europæisk samarbejde indenfor videnskabelig og teknisk forskning) 2005-2006, efterfulgt at domænekomiteen for informations- og kommunikationsteknologier 2006-2010.
- Dansk Rumforskningsinstitut (2001-2003)
- Akademiet for de Tekniske Videnskaber (2005-)

I 2001 stiftede Dorte Hammershøi firmaet AM3D A/S (siden 2015 en del af Goertek Europe ApS), som hun var medejer af indtil 2013. Hun har endvidere organiseret adskillige videnskabelige konferencer og møder, herunder Forum Acusticum 2011 med mere end 500 papers og over 600 deltagere.